# Tierhalterhaftung (Deutschland)
Unter dem Begriff Tierhalterhaftung versteht man die Haftung des Tierhalters nach deutschem Schuldrecht für die Schäden, die ein Tier in seiner Haltung bei einem anderen erzeugt.

## Geschichte

### Umgang mit Tierschäden vor dem Bürgerlichen Gesetzbuch
Der rechtliche Umgang mit Tierschäden ist bereits in den ältesten überlieferten Rechtsquellen Thema. Dazu gehören die Gesetze von Esnunna, der Codex Hammurabi und die Hethitischen Gesetzen. In diesen Schriften wird die Haftung eines Herrn über seine Tiere beschrieben, wobei ausschließlich Rinder und Hunde in den Texten genannt sind. Bernd Kannowski sieht gerade in dieser Unterwerfung der Tiere unter einen Herren die Begründung für die Haftung, die dann gleichsam gilt wie die Haftung für Kinder und Sklaven. Eine andere Gemeinsamkeit sieht Kannowski darin, dass man auch Tieren im antiken Verständnis als Wesen mit eigenem Willen angesehen. Das sei im Alten Testament (Exodus 21,28 ) als auch in altrömischen oder dem altnordischen Recht sichtbar. So war in den ersten Anfängen des römischen Rechtes bei einem Tierschaden „der Täter ursprünglich wohl der Tierdämon“, und im altnordischen Recht seien Spuren zu erkennen, dass manchen Tieren die Möglichkeit nicht abgesprochen worden ist, einen Willen bilden zu können. Im klassischen römischen Recht werden auch Tiere, Sklaven und Kinder gleichbehandelt. In allen Fällen gilt eine Noxalhaftung. Bei Tieren haftete der Eigentümer nur dann für einen Tierschaden, wenn das Tier contra naturam, also „entgegen der gewöhnlichen Art seiner Gattung“, bei der Schadensverursachung gehandelt hat, oder wenn es fremde Früchte isst. Der Geschädigte konnte dann mit der actio de pauperie klagen. Der Eigentümer konnte dann entweder Schadensersatz leisten (noxiam sarcire) oder das Tier herausgeben (noxae datio). Diesem System folgte auch die Tierhalterhaftung im Gemeinen Recht.
Die Stammesrechte aus der Zeit des 1. Jahrtausends n. Chr. kannten auch eine Art der Noxalhaftung. So gab es in vielen der Rechte die Regelung der noxae datio, der Herausgabe konnte man aber auch durch Zahlung des Wertes des Tieres entgehen. Neben diese Möglichkeit trat auch noch die Zahlung der Hälfte des Wergeldes. Allerdings durfte man hier nicht zu hohe Forderungen ansetzen, so zeigt eine explizite Regelung in den Leges Alamannorum für den Fall, dass solche Forderungen zu unerwünschten Folgen führen. So besagt die Regelung, dass „derjenige, der für einen durch einen Hund verursachten Schaden das volle Wergeld fordert, den Hund vor seine Haustür gehängt bekommt, und zwar solange, bis dieser von alleine herunterfällt“. Die Haftung bleibt trotz Wergeld und anderer Sonderregelungen aber eine zivilrechtlich konzipierte Haftung und nicht eine Konzeption als Strafe. Im Gegensatz zur römischen Variante war nun aber nicht Voraussetzung, dass ein Tier contra naturam gehandelt hatte. Der Eigentümer war, sofern er den Gebrauch an dem Tier nicht jemand anderem überlassen hatte, haftbar. Traf den Eigentümer kein Verschulden, kannten viele der Stammesrechte Möglichkeiten der Haftungsbegrenzung.
Im Mittelalter findet sich die Praxis der Tierstrafen, diese Praxis war jedoch nicht aufgrund eines bestimmten Verständnis über die Persönlichkeit eines Tieres zu verstehen, sondern als Strafe gegenüber einem Dämonen, der vom Tier Besitz ergriffen haben soll. Aber das mittelalterliche Rechtsbuch Sachsenspiegel kennt doch einen „schädigenden Tiercharakter“. So sollen alle Lebewesen, die bei einer Vergewaltigung anwesend gewesen sind, sollen enthauptet werden (Ldr. III 1 §1). Auch die Kommentierung zum Sachsenspiegel, die Buch´sche Glosse wendet dagegen nichts ein. Vor allem sei diese Vorschrift auf Pferde bezogen gewesen, die als Bewegungsmittel zum und vom Tatort genutzt worden seien. Eine ähnliche Vorschrift findet sich im auf den Sachsenspiegel aufbauenden Schwabenspiegel. Der Sachsenspiegel unterscheidet weiter zwischen verschiedenen Tieren. So konnte man sich der Haftung für einen Schaden bei gewissen Tieren befreien, indem man nach dem Schaden die Tiere „nicht wieder bei sich aufnimmt“. Dies ging aber nicht bei besonders gefährlichen Tieren. Auch das Dithmarscher Landrecht, was zwar erst 1447 entstand, aber wohl auf älteren Gewohnheiten beruht als der Sachsenspiegel kennt eine ähnliche Befreiung bei Verstoß des Tieres. Die Tierhalterhaftung des Sachsenspiegels gehörte auch zu den Vorschriften, die für die Gerichtspraxis am längsten von Bedeutung waren. So urteilte das Reichsgericht noch 1895, das Königliche Oberappellationsgericht Dresden 1859, das Appellationsgericht Leipzig 1858 und das Herzogliche Appellationsgericht zu Altenburg 1856 unter Verweis auf die Regelung zum Sachsenspiegel, beziehungsweise beim Gericht in Altenburg unter Verweis auf die Glosse.
Im mittelalterlichen Recht wurde die Haftung eines Eigentümers für Tiere oftmals nicht an ein Verschulden geknüpft. Eine solche Regelung findet sich beispielsweise im Liber Extra. Das Gemeine Recht folgte der römischen Tierhaftung. Lokal gab es jedoch Unterschiede, die vor allem durch die Beibehaltung älterer deutschrechtlicher Bestimmungen zu erklären sind. Vielfach wurde nun genauer differenziert wer für das Tier haftet, nur der Eigentümer oder der Halter, der Wert oder derjenige, der den Gebrauch ausübte. Dann unterschieden die Regelungen zwischen wilden Tieren und Haustieren. Während für wilde und bösartige Tiere der Herr immer haftete, gab es bei Haustieren die Möglichkeit der Haftungsbefreiung, meistens durch Herausgabe des Tieres. Je nach stärkerer Rezeption des Sachsenspiegels musste der Haftende sich direkt bei Kenntniserlangung von dem Schaden entscheiden, oder konnte warten bis zu einem späteren Zeitpunkt. Bei Reizung eines Tieres entfiel meist die Haftung. Einige wenige Rechte, wie die Nürnberger Reformation von 1522 kannte bei Tötung eines Menschen sogar eine Strafbarkeit.
Hugo Grotius als Vertreter des Naturrecht ordnete eine verschuldensunabhängige Haftung für Tierschäden nicht als Teil des Naturrechts ein, sondern als eine Materie, die dem dispositiven Recht überlassen sei. In der Zeit der Kodifikationen unterscheidet das preußische Allgemeine Landrecht von 1794 zwischen den Tieren, die von Natur aus als gefährlich einzustufen sind und solchen, die das nicht sind. Bei gefährlichen Tieren sieht das Gesetz eine umfassende verschuldensunabhängige Haftung vor, für ungefährliche Tiere gibt es nur eine sehr reduzierte Haftung. Für ungefährliche Tiere schafft auch das österreichische Allgemeine bürgerliche Gesetzbuch die Haftung fast vollständig ab. Das sächsische bürgerliche Gesetzbuch folgt in seinem §1561 den Grundsätzen des römischen Rechtes. Der Code civil regelt in Art. 1385 eine sehr rigide Haftung, wonach der Eigentümer immer für Tierschäden haftet, unabhängig, ob das Tier sich in „seine tatsächlichen Obhut“ befunden hat oder nicht. Auch kennt das Gesetzbuch im Gegensatz zu den Gesetzbüchern seiner Zeit keine Unterscheidung zwischen verschiedenen Tieren. In der Theorie handelt es sich um eine widerlegbare Schuldvermutung, doch aufgrund im 19. Jahrhundert immer stärker gestiegenen Anforderungen an den Entlastungsbeweis handelt es sich bei der Haftung faktisch um eine Kausalhaftung und eine Entlastung ist nur bei Vorliegen einer cause étrangère möglich.

### Entwicklung der modernen Regelung
Die Regelung einer Tierhalterhaftung wurde Teil der Beratungen zur Schaffung eines deutschen Bürgerlichen Gesetzbuches. Die Redaktoren hatten als Ausgangslage eine zwischen den einzelnen Ländern im Reich sehr unterschiedliche Rechtslage vorgefunden. Einige Länder kannten eine umfassende Haftung, einige nur für wilde Tiere, einige auch für Haustiere. Bei einigen konnte man sich exkulpieren, bei einigen nicht. In der ersten Kommission einigte man sich zunächst eine verschuldensabhängige Haftung ohne Beweislastumkehr. Der damalige §734 lautete wie folgt:
Diese Formulierung traf jedoch auf zahlreiche Kritik, insbesondere von Otto von Gierke. Kritikpunkt war vor allem das festhalten an römischrechtlichen Grundsätzen und der Umstand, dass nicht einmal im Fall von "wilden Bestien" eine Verschuldensvermutung angenommen wird. Vor allem wurde angemerkt, dass in der Praxis ein Verschulden des Tierhalters kaum beweisbar sei. In der Vorkommission des Reichsjustizamtes wurde die Vorschrift noch einmal überarbeitet und dabei unter anderem – wie in der modernen Vorschrift – zwischen Haustieren und anderen Tieren unterschiedenen. Nur für Haustiere konnte man sich dann entlasten. Die zweite Kommission sah dann eine Formulierung vor, die der geltenden Formulierung sehr ähnlich war. Im Satz 2 stand wie folgt:
Dieser Satz stand im Reichstag unter heftiger Kritik. Insbesondere der Abgeordnete des Zentrums, Adolf Gröber, war ein scharfer Kritiker und beantragte die Streichung der Ausnahme. Nach seiner Ansicht habe man bei der Haltung eines Haustieres auch die damit verbundenen Risiken zu tragen. In den Beratungen wurde noch der Zusatz "zur Ausübung eines Gewerbes oder Berufes nothwendiges Tier" hinzugefügt. In einer ersten Abstimmung erzielte der Paragraph eine Zustimmung des Reichstags. Aufgrund eines Formfehlers kam es jedoch zu einer erneuten Abstimmung, in der der zweite Satz jedoch keine Zustimmung fand, womit nur der bis heute geltende erste Satz in Kraft trat.
Die Norm des §833 BGB mit nur einem Satz sah sich bereits seit Inkrafttreten starker Kritik ausgesetzt. Insbesondere die Landwirtschaftskammern machten sich seit 1904 für eine Erleichterung der Haftung für Tierschäden stark. In der Literatur wurden sehr widerstreitende Ansichten vertreten, die auch beim 28. Deutschen Juristentag in Kiel 1906 ein Thema zahlreicher Diskussionen waren. Viele sahen eine Änderung des BGB so kurz nach Inkrafttreten als "verfrüht" an. Als Argument gegen eine Änderung wurde vorgebracht, dass nach Ansicht der Befürworter die ähnlich strikte Regelung des Code civil während seiner Geltungszeit in deutschen Gebieten sich bewährt habe. Von Gegnern wurde insbesondere der Grundsatz der Verschuldenshaftung ins Feld geführt, von dem die Gefährdungshaftung nur eine Ausnahme sei. Auch sei es nicht gerechtfertigt, dass der Tierhalter stärker hafte als der Automobilfahrer. Zu diesem Zeitpunkt gab es noch keine Gefährdungshaftung für Autofahrer. Der Juristentag sprach sich aber mit großer Mehrheit gegen jedwede Änderung aus.
Der Gesetzgeber folgte nicht dem Ansinnen der Kritiker und senkte daraufhin die Haftung für Tierschäden, sondern schuf eine Gefährdungshaftung für Autofahrer. Jedoch erfolgte am Ende nach langen Beratungen im Reichstag am 7. Mai 1908 die Entscheidung zur Ergänzung des bei den Beratungen für das BGB gescheiterten Satz 2. Als Begründung wurde insbesondere angeführt, dass ein überwiegender Anteil der vom Gesetz in Anspruch Genommenen in der Landwirtschaft (28 Prozent) oder in einem Gewerbe tätigen Personen (44 Prozent) waren. Dies war – neben einigen Wortlautänderungen und der Verlagerung der Wildschäden aus §835 BGB in das Bundesjagdgesetz in den 1950ern die einzige Änderung in den speziellen Deliktstatbeständen des Bürgerlichen Gesetzbuches.
In der Rechtsprechung des Reichsgerichts sah dieses in einem Fall am 19. März 1908 die verschuldensunabhängige Haftung für unbillig an und hat den §833 entgegen seines Wortlautes eingeschränkt. Begründet hat es dies unter Bezugnahme auf einen hypothetischen Parteiwillen im Rahmen einer Gefälligkeitsmitnahme in einem Pferdeschlitten. Der Bundesgerichtshof folgte einer solchen Ansicht nicht. In der Literatur wurde die Unterscheidung von Nutz- und Luxustieren kontrovers diskutiert und gefordert die 1908 eingeführte Unterscheidung wieder zu streichen. Die Richter folgten dieser Ansicht und hielten die Unterscheidung für nicht angemessen in einer Entscheidung vom 27. Mai 1986. Sie führten aber auch aus, dass dies nicht "Aufgabe richterlicher Rechtsfortbildung sein kann", sondern die des Gesetzgebers. Damit wurde wieder eine Rückkehr zur ursprünglichen Fassung des BGB gefordert. Bernd Kannowski erklärt sich dies vor allem mit dem schwindenden Einfluss von Tieren in der Wirtschaft. Sofern dieser nämlich sinkt, also der Nutzen der Tiere, wird das Bewusstsein für die Nachteile größer. Bei der Schuldrechtsmodernisierung 2002 kam es noch zur Ergänzung einer Überschrift.

## Normierung
In seiner heutigen Fassung vom 1. Januar 2002 lautet der Paragraph der Tierhalterhaftung, §833 des deutschen Bürgerlichen Gesetzbuches:

## Voraussetzungen des §833 S.1 BGB

### Verletzung von Rechtsgütern oder Beschädigung einer Sache
Als erste Voraussetzung bedarf es für das Vorliegen der Haftung der Verletzung eines der Rechtsgüter Leben, Körper oder Gesundheit oder die Beschädigung einer Sache. Im Bereich des Schutzbereiches unterscheidet sich der Umfang des Haftungstatbestandes nicht von §823 I BGB (Vergleiche für den Umfang Deliktsrecht (Deutschland)#Eigentum und Leben/Körper/Gesundheit). Daher fällt unter §833 S.1 BGB auch die bloße Nutzungsbeeinträchtigung und die Beschädigung anderer Tiere.

### Tier
Im Rahmen der Schaffung des BGB definierte der Gesetzgeber das zentrale Merkmal Tier nicht. Auch das Reichsgericht entwickelte in den zahlreichen Entscheidungen zu dem Paragraphen keine Ansätze zu diesem Begriff. Zu Beginn des 20. Jahrhunderts wurde diskutiert, ob man eher auf den allgemeinen Sprachgebrauch oder auf eine wissenschaftliche Betrachtungsweise abstellen solle. Inzwischen definiert man ein Tier als "alle tierischen Lebewesen im naturwissenschaftlichen Sinn, unabhängig von ihrer Größe und gleichgültig ob gezähmt, wild oder bösartig". Damit gelten Insekten als Tiere im Sinne der Vorschrift.
Bereits seit kurz nach Inkrafttreten des BGB stellte sich die Frage, ob Mikroorganismen, wie Bakterien und Viren, auch unter den Tierbegriff fallen würden. Die ältere Rechtsprechung folgte dieser nicht und der Bundesgerichtshof ließ in einem Fall diese Frage offen, da er die Haftung über § 823 BGB bejahte und sich nicht zur Frage des §833 S.1 BGB äußerte. In der Literatur existieren widerstreitende Ansichten. Während einige die Haftung bejahen, wenn die Organismen im Labor gezüchtet wurden und so eine Ähnlichkeit zur "Haltung" bestehen würde, verneinen andere eine Anwendung. Einige begründen dies damit, dass der Gesetzgeber nur große Tiere vor Augen gehabt hätte, wie Pferde, und Mikroorganismen davon zu weit abweichen würden. Einige begründen dies aus dem Umstand, dass im Infektionsschutzgesetz keine Gefährdungshaftung geregelt sei und daher auch keine privatrechtliche Haftung bestehen würde. Im Deliktsrecht schließt aber ein Gesetz der Gefahrenabwehr nicht die privatrechtliche Haftung aus. Eine dritte Gruppe lehnt die Anwendung unter Bezugnahme auf den Zweck der Haftung ab. So sei die "Kultivierung von Bakterien und Mikroorganismen im Labor [...] in grundsätzlich anderer Weise gefährlich als die Haltung von Pferden, Hunden oder Raubtieren." Während Tiere grundsätzlich den Menschen in seiner physischen Integrität angreifen, erfolgt eine Schädigung durch Mikroorganismen "von innen".
In der Fachliteratur wird eine analoge Anwendung der Vorschriften auf autonome digitale Systeme diskutiert. Auch wenn es keine Lebewesen sind, wird eine vergleichbare Interessenlage angenommen. Dies wird jedoch heftig kritisiert. Zum einen sind Gefährdungshaftungstatbestände nicht analogiefähig sind. Zum anderen seien Roboter anders als Tiere "digitale Verrichtungsgehilfen" und die "mangelnde Beherrschbarkeit" liege an ihrer Programmierung und Gestaltung, nicht jedoch an der grundlegenden "Unberechenbarkeit eines Lebewesens". Auch würde eine Analogie zu unbilligen Ergebnissen führen. Während private Nutzer verschuldensunabhängig haften würden, würden gewerbliche Nutzer sich entlasten können nach Satz 2 des §833.

### Kausalität
Das Tierverhalten muss kausal für die Verletzung eines der geschützten Rechtsgüter oder des Eigentums sein. Dabei muss das Verhalten des Tieres nicht alleinige Ursache sein und es bedarf auch nicht direktes aktives Verhalten der Tiere. In der Rechtsprechung wurde eine Haftung beispielsweise angenommen, wenn eine Gruppe von Kühen auf der Straße steht und ein Motorradfahrer aufgrund einer daher notwendig gewordenen Vollbremsung stürzt und sich verletzt.
Kausalität wird auch dann angenommen, wenn die Verletzung erst durch eigenes Verhalten erfolgt, wozu der Verletzte jedoch durch das Tier veranlasst worden ist. Dies wurde beispielsweise angenommen, als ein Mann von einem Hund angegriffen worden ist, auf ein Autodach kletterte und dieses dabei beschädigte. Nicht mehr zugerechnet wird die Schädigung dann, wenn das selbstschädigende Verhalten "vernünftigerweise nicht veranlasst war oder die in Kauf genommenen Risiken außer Verhältnis zu der Tiergefahr standen".

### Tierhalter
Im Rahmen der Tierhalterhaftung haftet derjenige, der Halter des Tieres ist. Dabei kann es eine Identität mit dem Eigentümer des Tieres geben, aber braucht es nicht. Als Halter verstand man früher denjenigen, der "im eigenen Interesse durch Gewährung von Obdach und Unterhalt dauerhaft und nicht nur vorübergehend die Sorge für ein Tier übernommen hatte".  Zwar bleibt diese Definition ein Indiz für die Annahme eines Halters. Doch wichtiger ist die Frage, wer über "die Existenz des Tieres und den Kreis seiner Aktivitäten entscheiden kann". Der Bundesgerichtshof hat für die Bestimmung eine Formel entwickelt. Es sei daher relevant, „wem die Bestimmungsmacht über das Tier zusteht und wer aus eigenem Interesse für die Kosten des Tieres aufkommt und das wirtschaftliche Risiko seines Verlustes trägt“. Halter kann daher auch ein Dieb sein. Ein Besitzdiener oder ein Verrichtungsgehilfe jedoch nicht.
Ein Tier kann auch gleichzeitig mehrere Halter haben, beispielsweise Eheleute im Bezug zu ihrem Haushund. Diese haften dann gem. § 840 Abs. 1 BGB als Gesamtschuldner.

#### Kriterien für die Bestimmung
Im Rahmen der Bestimmung eines Tierhalters werden zahlreiche Indizien angelegt. Ein wichtiges Kriterium ist der Umstand, ob man für den Unterhalt des Tieres aufkommt. Das Landgericht Aachen hatte zu entscheiden, ob die Stadt Schwäne halten würde. Das verneinte es, sofern die Stadt dem Tier "weder Obdach noch Unterhalt gewährt".
Eine vorübergehende Änderung des Besitzes an dem Tier ist hingegen kein Kriterium. So wird ein Transporteur eines Tieres nicht auch Halter. Auch bleibt man Halter von entlaufenen Tieren. Die Haltereigenschaft an einem Tier ändert sich dann, wenn die neue Person in die Rolle des Halters eintritt. Vorübergehende Pflege reicht dafür nicht aus. So ist eine Hundepension nicht Halter, ein Tierheim jedoch zumeist schon.
Die Möglichkeit der Nutzung eines Tieres kann ein Indiz sein. Jedoch reicht die reine Nutzung nicht aus für die Annahme der Haltereigenschaft. Das relevanteste Beispiel hierfür sind Reiterhöfe, wo Pferde untergestellt sind und dort durch Dritte versorgt und bewegt werden. Diese werden nicht Halter. Anders ist es, wenn diese Höfe auch Kosten für den Unterhalt tragen. Auch bei Verträgen, die den Gebrauch der Tiere anderen Personen überlassen, wie der Mietvertrag, machen den Begünstigten nicht zum Halter. Das Reichsgericht sah dies nur dann anders, wenn das Tier „aus dem Wirtschaftsbetrieb des Eigentümers ausgeschieden“ sei.

#### Besondere Konstellationen
Als Halter in Frage kommen sowohl natürliche, als auch juristische Personen. Beispiel für ein Tier einer juristischen Person sind vor allem die Diensttiere der Polizei. Bei einem hoheitlichen Einsatz ist aber ein Vorrang der Staatshaftung zu berücksichtigen.
Ein Erbe ist nach deutschem Recht nach § 857 BGB direkt Besitzer des Tieres. Er ist aber nicht direkt auch Halter. Dafür muss er erst die Voraussetzungen der Formel in eigener Person erfüllen. In der Zeit zwischen Erbfall und diesem Zeitpunkt richtet sich der Anspruch gegen den Nachlass. Der Erbe kann die persönliche Haftung durch Handlung, wie Erbausschlagung also ausschließen.
Ein Käufer wird dann der Halter, wenn rechtlich die Verantwortung für das Tier auf ihn übergeht. Das ist zumeist bei der Übergabe des Tieres der Fall. Bei einem Versendungskauf beginnt die Halterhaftung jedoch bereits beim Transport des Tieres zum Käufer. Andersherum bei der Rückabwicklung des Kaufvertrags nach Rücktritt endet die Haltereigenschaft erst nach Übergabe.
Umstritten ist in der Fachliteratur, wie im Fall eines Minderjährigen die Regelung angewendet werden soll. Für die Haltereigenschaft bedarf es auch die Möglichkeit der Erfassung und Steuerung des Gefährdungspotential, was vielen Minderjährigen fehlt. Einige Wissenschaftler schlagen eine Lösung über die Anwendung der §§ 104 ff. BGB, den allgemeinen Minderjährigkeitsvorschriften, andere über die der §§ 828 f. BGB, den Schutzvorschriften für Minderjährige im Deliktsrecht, vor. Eine dritte Ansicht lässt den Minderjährigen immer dann haften, wenn er die Haltung mit Zustimmung seiner gesetzlichen Vertreter begonnen hat, ohne diese nach §828 BGB. Dagegen wird jedoch eingewandt, dass im Fall einer Zustimmung es dann doch eher passend ist, dass die Eltern weiterhin als Halter gelten. Gegen die Anwendung der §§104 ff. BGB wird eingewandt, dass nicht klar ist, welche Haftungsfolge gelten soll, wenn die Vertreter eine Zustimmung verweigert haben. Sofern man dann die §§828 f. BGB anwendet, so kommt es darauf an, ob der Minderjährige einsichtsfähig bezüglich der Tiergefahr ist, nicht bezüglich der Haltereigenschaft. In ähnlicher Weise gilt diese Frage auch für unter Betreuung stehende Personen. Hier wird für die Bestimmung der Haltereigenschaft auf § 827, § 829 BGB abgestellt.
Sofern eine Person zwar mit einem Tier einem anderen Schaden zufügt, aber nicht auch Halter ist, so richtet sich seine Haftung nach dem allgemeinen Deliktsrecht, insbesondere § 823 Abs. 1 BGB. Praktische Relevanz hat diese Frage vor allem bei Reitlehrern und Reitschulen.

### Verwirklichung der typischen Tiergefahr
Diese Gefährdungshaftung ist bedingt durch die spezifische Tiergefahr. Die Tierhalterhaftung „ist gleichsam der Preis dafür, daß andere erlaubtermaßen der nur unzulänglich beherrschbaren Tiergefahr ausgesetzt werden.“ „Eine typische Tiergefahr äußert sich [...] in einem der tierischen Natur entsprechenden unberechenbaren und selbstständigen Verhalten des Tieres“. Diese verwirklicht sich jedenfalls, wenn das Tier unberechenbar reagiert. Sie soll sich aber auch dann verwirklichen können, wenn das Tier sich (ergänze: auf den ersten Blick) lediglich passiv verhält. So soll beispielsweise auch dann eine Tierhalterhaftung begründet sein, wenn ein Hund lediglich im Wege liegt und der Geschädigte über ihn stolpert. Dies soll jedenfalls dann der Fall sein, wenn sich das Tier zuvor selbständig an diese Stelle begeben hatte.

### Möglichkeit der Exkulpation bei Nutztieren  – § 833 S. 2 BGB
Die Möglichkeit einer Exkulpation durch Entlastungsbeweis besteht bei sogenannten Nutztieren: „Die Ersatzpflicht tritt nicht ein, wenn der Schaden durch ein Haustier verursacht wird, das dem Beruf, der Erwerbstätigkeit oder dem Unterhalt des Tierhalters zu dienen bestimmt ist, und entweder der Tierhalter bei der Beaufsichtigung des Tieres die im Verkehr erforderliche Sorgfalt beobachtet oder der Schaden auch bei Anwendung dieser Sorgfalt entstanden sein würde.“ (§ 833 Satz 2 BGB). Die Tiere, die (wegen des fehlenden Erwerbszwecks der Haltung) keine Nutztiere im Sinne des Satzes 2 § 833 sind, werden als Luxustier bezeichnet. Somit gilt für Luxustiere die Haftung verschuldensunabhängig als Gefährdungshaftung. Für Nutztiere besteht dagegen eine „Haftung für vermutetes Verschulden“ oder länger eine „Verschuldenshaftung bei gesetzlich vermutetem Verschulden“. Keine Luxustiere, sondern Nutztiere im Sinne der Tierhalterhaftung sind beispielsweise auch Polizeihunde und -pferde sowie Blindenführhunde. Allerdings soll der Entlastungsbeweis nach herrschender Meinung nicht möglich sein, wenn keinerlei (wirtschaftliche) Erwerbszwecke, sondern gemeinnützige Zwecke verfolgt werden – wie bei zu Therapiezwecken gehaltenen Reitpferden eines Idealvereins. Ebenfalls ausgeschlossen ist der Entlastungsbeweis bei Tieren, die keine Haustiere darstellen. „Haustiere sind [...] diejenigen Gattungen von zahmen Tieren, die in der Hauswirtschaft zu dauernder Nutzung oder Dienstleistung gezüchtet und gehalten zu werden pflegen und dabei aufgrund von Erziehung und Gewöhnung der Beaufsichtigung und dem beherrschenden Einfluss des Halters unterstehen.“ Daher sollen Honigbienen keine Nutztiere im Sinne des § 833 Satz 2 BGB sein, denn sie seien keine Haustiere, da es bei ihnen an der „genügenden Verfügungsgewalt des Tierhalters/Imkers“ fehle.

## Haftung ohne Verschulden – § 833 S. 1 BGB
Die Haftung nach § 833 Satz 1 BGB greift ausdrücklich auch ohne Verschulden des Halters ein: „Wird durch ein Tier ein Mensch getötet oder der Körper oder die Gesundheit eines Menschen verletzt oder eine Sache beschädigt, so ist derjenige, welcher das Tier hält, verpflichtet, dem Verletzten den daraus entstehenden Schaden zu ersetzen.“ Es handelt sich somit um eine Form der Gefährdungshaftung.

## Haftungsbegrenzung, Versicherung
Nach der gesetzlichen Vorschrift des § 833 BGB ist die Haftung betragsmäßig nicht begrenzt. Eine Haftungsbegrenzung kann jedoch vertraglich ganz oder teilweise vereinbart werden.
Gegen die finanziellen Folgen der Haftung kann eine Tierhalterhaftpflichtversicherung abgeschlossen werden.

## Rechtsgedanke des Mitverschuldens
Die Regelungen des Mitverschuldens nach § 254 BGB können als allgemeiner Rechtsgedanke auf Ansprüche aus § 833 BGB angewandt werden, wenn auch die Tiergefahr eines anderen Tieres den Schaden mit verursacht hat. Relevant ist dies beispielsweise für Fälle von Kämpfen zwischen zwei Hunden, bei denen einer der Halter verletzt wird.

## Haftung des Tieraufsehers
Der Tieraufseher, also derjenige, der die Aufsicht über ein Tier eines Tierhalters durch Vertrag übernimmt, haftet in gleichem Umfang wie der Tierhalter selbst (§ 834 BGB).